# Eucavitaves
Eucavitaves là một nhánh chim bao gồm bộ Trogoniformes (nuốc) và nhánh Picocoraciae (một nhánh lớn bao gồm gõ kiến, hồng hoàng, đầu rìu và bói cá). Tên gọi thể hiện rằng phần lớn loài làm tổ trong các hang.
Sơ đồ phát sinh chủng loại nhánh Eucavitaves dưới đây dựa trên Jarvis, E.D. et al. (2014) với một số nhánh đặt tên theo Yuri, T. et al. (2013): and Kimball 2013.

|                    | Bucerotiformes (hồng hoàng và đầu rìu)                                                               |
|                    | |
| Picodynastornithes | \| \| Coraciiformes (bói cá và sả rừng) \| \| \| \| \| \| Piciformes (gõ kiến và toucan) \| \| \| \| |
|                    | \| \| Coraciiformes (bói cá và sả rừng) \| \| \| \| \| \| Piciformes (gõ kiến và toucan) \| \| \| \| |
|                    | Coraciiformes (bói cá và sả rừng)                                                                    |
|                    | |
|                    | Piciformes (gõ kiến và toucan)                                                                       |
|                    | |

|  | Coraciiformes (bói cá và sả rừng) |
|  |                                   |
|  | Piciformes (gõ kiến và toucan)    |
|  |                                   |

|                    | Bucerotiformes (hồng hoàng và đầu rìu)                                                               |
|                    | |
| Picodynastornithes | \| \| Coraciiformes (bói cá và sả rừng) \| \| \| \| \| \| Piciformes (gõ kiến và toucan) \| \| \| \| |
|                    | \| \| Coraciiformes (bói cá và sả rừng) \| \| \| \| \| \| Piciformes (gõ kiến và toucan) \| \| \| \| |
|                    | Coraciiformes (bói cá và sả rừng)                                                                    |
|                    | |
|                    | Piciformes (gõ kiến và toucan)                                                                       |
|                    | |

|  | Coraciiformes (bói cá và sả rừng) |
|  |                                   |
|  | Piciformes (gõ kiến và toucan)    |
|  |                                   |